# Katastrofa kolejowa pod Ufą
Katastrofa kolejowa pod Ufą – zdarzenie, do którego doszło 4 czerwca 1989 roku około godziny 1:15 w Baszkirskiej Autonomicznej Socjalistycznej Republice Radzieckiej. W katastrofie zginęło 575 osób, a od 657 do ponad 800 odniosło obrażenia.
Przyczyną katastrofy były frakcje lekkich węglowodorów, wydostające się z uszkodzonego gazociągu przebiegającego w pobliżu torów Kolei Transsyberyjskiej pomiędzy stacjami Asza i Ufa, które eksplodowały w momencie, kiedy na torach mijały się dwa pociągi wiozące łącznie ok. 1300 ludzi.
Podczas późniejszego śledztwa stwierdzono, że w 1985 roku podczas prac ziemnych gazociąg został uszkodzony przez koparkę i niewłaściwie naprawiony. W 1989 roku ponownie doszło do rozszczelnienia gazociągu. Obsługa gazociągu zauważyła spadek ciśnienia gazu (wskutek jego wypływu), ale poprzestała tylko na zwiększeniu mocy pomp. Bezpośrednią przyczyną eksplozji były iskry z klocków hamulcowych obu pociągów, które, mijając się, zwolniły.